# 微小昆虫
微小昆虫は厳密な定義はないが、全長が8～5mm程度以下の昆虫をさす。小型であるため多くは生態などの研究の対象になりにくく、今でもよく理解されていない種も多い。また、もう少し大きい昆虫も含めて小型昆虫という場合もある。

## 概要
微小昆虫は、カブトムシやアゲハチョウなどの大型昆虫よりかなり知名度が低いため、マイナーな昆虫だと思われがちである。しかし、ヨコバイやチャタテムシやハムシなどのように甚大な被害をもたらす害虫などは、割合微小昆虫に多く、ネジレバネやコバチのように特殊な習性・生活史をもつ昆虫も多い。また、トーマス・モーガンが遺伝の研究に使った生物は微小昆虫であるキイロショウジョウバエである。

## 人間とのかかわり
先に述べたように、微小昆虫には害虫が多い。有名な害虫としては蚤や虱などが挙げられる。農業害虫である微小昆虫は直接人体に影響する害虫よりかなり知名度が低いが、大発生してかなりの被害をもたらすこともある。
ショウジョウバエはトーマス・モーガンが用いてから遺伝学の研究によく使われる。

## 主な微小昆虫
- トビムシ目 - 全て
- チャタテムシ目 - 全て
- シラミ目 - 全て
- ハジラミ目 - 全て
- アザミウマ目 - 全て
- カメムシ目
  - カメムシ亜目 - ヒラタカメムシ、ミズムシ
  - ヨコバイ亜目 - ツノゼミ、ヨコバイ、ウンカ、カイガラムシ、アブラムシ
- チョウ目 - トリバガ
- ハエ目
  - 糸角亜目 - カ
  - 短角亜目 - ショウジョウバエ、イエバエ、ハナバエ
- ハチ目 - コマユバチ、コバチ、アリ科の昆虫
- ネジレバネ目 - 全て
- コウチュウ目 - ハムシ